# Thomas Cup 1990
Die 16. Auflage des Thomas Cups, der Weltmeisterschaft für Herrenmannschaften im Badminton, fand gemeinsam mit dem Uber Cup 1990 vom 25. Mai bis zum 2. Juni 1990 statt. Sieger wurde das Team aus China, welches im Endspiel gegen Malaysia mit 4:1 gewann.

## Qualifikation

### Qualifikationsrunde Villach

#### 1. Runde

##### Gruppe A
- Island –  Belgien 4-1
- Island –  Frankreich 5-0
- Island –  Nordkorea 5-0
- Belgien –  Frankreich 3-2
- Belgien –  Nordkorea 4-1
- Frankreich –  Nordkorea 3-2

##### Gruppe B
- Irland –  Schweiz 4-1
- Irland –  Israel 5-0
- Irland –  Guatemala 5-0
- Schweiz –  Israel 5-0
- Schweiz –  Guatemala 5-0
- Israel –  Guatemala 4-1

##### Gruppe C
- Wales –  Bulgarien 4-1
- Wales –  Spanien 5-0
- Wales –  Kenia 5-0
- Bulgarien –  Spanien 4-1
- Bulgarien –  Kenia 5-0
- Spanien –  Kenia 5-0

##### Gruppe D
- Norwegen –  Tschechoslowakei 5-0
- Norwegen –  Ungarn 5-0
- Norwegen –  Italien 5-0
- Tschechoslowakei –  Ungarn 4-1
- Tschechoslowakei –  Italien 5-0
- Ungarn –  Italien 5-0

#### Halbfinalrunde

##### Gruppe W
- Dänemark –  Sowjetunion 5-0
- Dänemark –  Finnland 5-0
- Dänemark –  Island 5-0
- Sowjetunion –  Finnland 4-1
- Sowjetunion –  Island 5-0
- Finnland –  Island 5-0

##### Gruppe X
- Niederlande –  Schottland 5-0
- Niederlande –  Irland 5-0
- Niederlande –  Polen 5-0
- Schottland –  Irland 4-1
- Schottland –  Polen 5-0
- Irland –  Polen 4-1

##### Gruppe Y
- England –  Vereinigte Staaten 5-0
- England –  Norwegen 5-0
- England –  BR Deutschland 5-0
- Vereinigte Staaten –  Norwegen 4-1
- Vereinigte Staaten –  BR Deutschland 3-2
- Norwegen –  BR Deutschland 3-2

##### Gruppe Z
- Schweden –  Kanada 4-1
- Schweden –  Österreich 5-0
- Schweden –  Wales 5-0
- Kanada –  Österreich 5-0
- Kanada –  Wales 5-0
- Österreich –  Wales 3-2

#### Halbfinale
- Dänemark –  Niederlande 4-1
- Schweden –  England 3-2

#### Spiel um Platz 3
- England –  Niederlande 4-1

#### Finale
- Dänemark –  Schweden 4-1
- Dänemark,  Schweden und  England qualifiziert für das Finale
- Iran,  Nigeria und  Peru gemeldet, aber nicht gestartet

### Qualifikationsrunde Kuala Lumpur

#### 1. Runde

##### Gruppe A
- Hongkong –  Myanmar 5-0
- Hongkong –  Nepal 5-0
- Myanmar –  Nepal 4-1

##### Gruppe B
- Chinesisch Taipeh –  Mexiko 5-0
- Chinesisch Taipeh –  Mauritius 5-0
- Chinesisch Taipeh –  Macau 5-0
- Mexiko –  Mauritius 4-1
- Mexiko –  Macau 5-0
- Mauritius –  Macau 3-2

##### Gruppe C
- Neuseeland –  Australien 3-2
- Neuseeland –  Singapur 5-0
- Neuseeland –  Sri Lanka 3-2
- Australien –  Singapur 5-0
- Australien –  Sri Lanka 5-0
- Singapur –  Sri Lanka 3-2

#### Halbfinalrunde

##### Gruppe X
- Malaysia –  Thailand 4-1
- Malaysia –  Chinesisch Taipeh 4-1
- Malaysia –  Neuseeland 5-0
- Thailand –  Chinesisch Taipeh 4-1
- Chinesisch Taipeh –  Neuseeland 5-0
- Chinesisch Taipeh –  Neuseeland 5-0

##### Gruppe Y
- Indonesien –  Südkorea 3-2
- Indonesien –  Indien 5-0
- Indonesien –  Hongkong 5-0
- Südkorea –  Indien 5-0
- Südkorea –  Hongkong 5-0
- Indien –  Hongkong 3-2

#### Halbfinale
- Indonesien –  Thailand 5-0
- Malaysia –  Südkorea 5-0

#### Spiel um Platz 3
- Südkorea –  Thailand 3-2

#### Finale
- Indonesien –  Malaysia 3-2
- Indonesien,  Malaysia und  Südkorea qualifiziert für das Finale
- Pakistan und  Sambia gemeldet, aber nicht gestartet

## Endrunde

### Gruppe A
| Team                | Pld | W | L |
| ------------------- | --- | - | - |
| Volksrepublik China | 3   | 3 | 0 |
| Malaysia            | 3   | 2 | 1 |
| Südkorea            | 3   | 1 | 2 |
| Schweden            | 3   | 0 | 3 |

| Volksrepublik China | 5–0 | Malaysia |
| Volksrepublik China | 5–0 | Südkorea |
| Volksrepublik China | 5–0 | Schweden |
| Malaysia            | 4–1 | Südkorea |
| Malaysia            | 5–0 | Schweden |
| Südkorea            | 3–2 | Schweden |

| Platz | Team                | Pld | W | L | MF | MA | MD  | GF | GA | GD  | PF  | PA  | PD   | Pts | Qualifikation |
| ----- | ------------------- | --- | - | - | -- | -- | --- | -- | -- | --- | --- | --- | ---- | --- | ------------- |
| 1     | Volksrepublik China | 3   | 3 | 0 | 15 | 0  | +15 | 30 | 2  | +28 | 470 | 271 | +199 | 3   | Q             |
| 2     | Malaysia            | 3   | 2 | 1 | 9  | 6  | +3  | 19 | 15 | +4  | 414 | 382 | +32  | 2   | Q             |
| 3     | Südkorea            | 3   | 1 | 2 | 4  | 11 | −7  | 11 | 22 | −11 | 361 | 429 | −68  | 1   |               |
| 4     | Schweden            | 3   | 0 | 3 | 2  | 13 | −11 | 6  | 27 | −21 | 308 | 471 | −163 | 0   |               |

### Gruppe B
| Team       | Pld | W | L |
| ---------- | --- | - | - |
| Indonesien | 3   | 3 | 0 |
| Dänemark   | 3   | 2 | 1 |
| Japan      | 3   | 1 | 2 |
| England    | 3   | 0 | 3 |

| Indonesien | 4–1 | Dänemark |
| Indonesien | 5–0 | Japan    |
| Indonesien | 5–0 | England  |
| Dänemark   | 4–1 | Japan    |
| Dänemark   | 4–1 | England  |
| Japan      | 3–2 | England  |

| Platz | Team       | Pld | W | L | MF | MA | MD  | GF | GA | GD  | PF  | PA  | PD   | Pts | Qualifikation |
| ----- | ---------- | --- | - | - | -- | -- | --- | -- | -- | --- | --- | --- | ---- | --- | ------------- |
| 1     | Indonesien | 3   | 3 | 0 | 12 | 3  | +9  | 28 | 6  | +22 | 486 | 278 | +208 | 3   | Q             |
| 2     | Dänemark   | 3   | 2 | 1 | 10 | 5  | +5  | 19 | 14 | +5  | 417 | 373 | +44  | 2   | Q             |
| 3     | Japan      | 3   | 1 | 2 | 1  | 14 | −13 | 12 | 23 | −11 | 358 | 466 | −108 | 1   |               |
| 4     | England    | 3   | 0 | 3 | 5  | 10 | −5  | 9  | 25 | −16 | 324 | 468 | −144 | 0   |               |

### K.-o.-Runde
|  | Halbfinale          | Halbfinale |                     |          | Finale | Finale |
|  |                     |            |                     |          |        |        |
|  |                     |            |                     |          |        |        |
|  | Volksrepublik China | 5          |                     |          |        |        |
|  | Dänemark            | 0          |                     |          |        |        |
|  |                     |            | Volksrepublik China | 4        |        |        |
|  |                     |            |                     | Malaysia | 1      |        |
|  | Malaysia            | 3          |                     |          |        |        |
|  | Indonesien          | 2          |                     |          |        |        |
|  |                     |            |                     |          |        |        |